# Hidemaro Fujibayashi
Hidemaro Fujibayashi (藤林 秀麿?, Fujibayashi Hidemaro; Prefettura di Kyoto, 1º ottobre 1972) è un autore di videogiochi giapponese.
Dopo aver collaborato in Capcom, dove è entrato nel 1995, al videogioco Magical Tetris Challenge, passa a Nintendo dove dirige numerosi titoli della serie The Legend of Zelda.
Ha lavorato come game director per i videogiochi The Legend of Zelda: Oracle of Seasons, The Legend of Zelda: Oracle of Ages, The Legend of Zelda: A Link to the Past & Four Swords, The Legend of Zelda: The Minish Cap, The Legend of Zelda: Phantom Hourglass,The Legend of Zelda: Skyward Sword, The Legend of Zelda: Breath of the Wild e The Legend of Zelda: Tears of the Kingdom.